# Les Gens du Quai
Les Gens du Quai (A gente do cais em francês) é uma companhia de dança contemporânea francesa criada em 1993 em Montpellier.
Ela é administrada por Anne Lopez (coreógrafo, dançarina) e François Lopez (compositor, intérprete) que são irmãos.
Além as criações coreográficas, desempenhos e concertos deles, que as Gens du Quai intervêm durante seminários criativos nas escolas, nos institutos médicos e educacionais o psiquiátricos. Anne López, prêmio do talento coreográfico novo da união de autores e dramaturgos(fr) em 2004 para seu peça De l'avant invariablement, também é professora e palestrante.

## Obras

### Criações coreográficas
- Paradox (2016)
- Trident (Tridente - 2016)
- O outro do lado (em francês Celui d'à côté - 2015)
- Comment j'ai réussi à ne pas aplatir mon mari (em português Como eu consegui não aplainar o meu marido - 2015)
- Miracle (Milagre - 2013)
- Mademoiselle Lopez (Moça Lopez - solo, 2012)
- Feu à volonté (Liberdade de fogo - 2010)
- Duel (Duelo - 2009)
- La Menace (A ameaça - 2008)
- Idiots mais Rusés (Babacas mas sagaz - 2007)
- Face à vous (Em frente a você - 2005)
- De l'avant invariablement (Da frente invariavelmente - 2004)
- Litanies (Ladainhas - 2002)
- De l'autre (Do outro - solo, 2002)
- Révoltes (Revoltas - 2000)
- Écoute Œnone (Escuta Enone - solo, 1999)
- L'Invité (O convidado - 1999)
- Meeting (Manifestação o Reunião - 1998)

### Performances

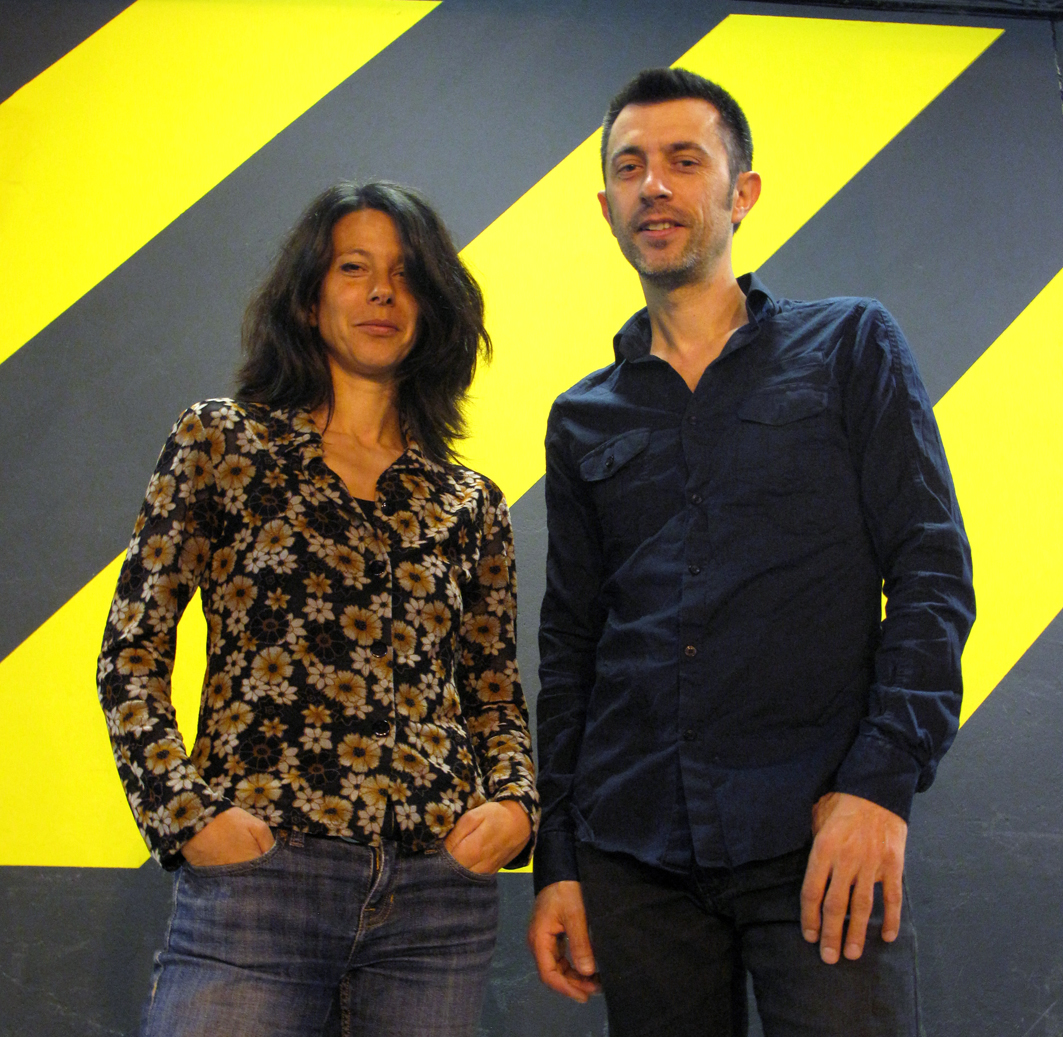
Anne Lopez & François Lopez

- Le Grand Direct (Ao grande vivo - 2009)
- Potlatch
- Organic
- Pixels
- Vox populi
- Petite ligne (Linha pequena)
- La Ligne jaune (A linha amarela)

### Filmes
- 10 Petits Danseurs (Dez dançarinos pequenos)
- Les Géographes, ceux qui écrivent l'espace (Os geógrafos, esses que escrevem o espaço)

### Internet
- menace-tv[2] (ameaça-tv)

### Concerto
- Le Concert Insolite (O Concerto incomum, com Frédéric Tari & François Lopez)

## Difusão
Fora de França, os Gens du Quai mostraram o trabalho deles :
- na  Eslováquia (Meeting, durante o festival "Tanec Dnes" em Banská Bystrica),
- na  Bósnia e Herzegovina (Révoltes, durante a bienal dos criadores jovens de Europa em Sarajevo em julho 2001),
- na  Bulgária :
  - Duel, ao fim do Festival Black Box(fr) em Plovdiv em 2014,
  - Le Concert insolite, durante o Festival Black Box(fr)  em Plovdiv em 2015,
  - Comment j'ai réussi à ne pas aplatir mon mari, na abertura do mesmo,
- no  Brasil (criação de Celui d'à côté no Rio de Janeiro em outubro 2015).